# Hormese

Uma dose baixa de um agente químico pode desencadear em um organismo a resposta oposta a uma dose muito alta.

A hormese é uma resposta bifásica ou trifásica à exposição a quantidades crescentes de uma substância ou condição. Dentro da zona hormética, a resposta biológica a baixas exposições a toxinas e outros estressores é geralmente favorável. O termo "hormesis" vem do grego hórmēsis "movimento rápido, ânsia", do grego antigo hormáein "pôr em movimento, impelir, incitar", a mesma raiz grega da palavra hormônio. O termo 'horméticos' foi proposto para o estudo e ciência da hormese.
Em toxicologia, hormese é um fenômeno de dose-resposta a xenobióticos ou outros estressores caracterizados por uma estimulação de baixa dose, com dose zero e inibição de alta dose, resultando em uma resposta à dose em forma de J ou em forma de U invertido (por exemplo, os braços do "U" são concentrações inibitórias ou tóxicas enquanto a região da curva estimula uma resposta benéfica). De um modo geral, a hormese refere-se ao estudo dos benefícios da exposição a toxinas como a radiação ou o mercúrio (talvez análogo a paradoxos da saúde, como o paradoxo do fumante, embora diferindo em virtude dos efeitos dependentes da dose). A microdosagem e, até certo ponto, a homeopatia, são frequentemente consideradas como aplicações de hormese.
No contexto da toxicologia, o modelo de hormese de resposta à dose é vigorosamente debatido. Os mecanismos bioquímicos pelos quais a hormese funciona (particularmente em casos aplicados relativos ao comportamento e toxinas) permanecem sob pesquisa laboratorial inicial e não são bem compreendidos. A noção de que a hormese é um importante fator de política para os regulamentos de risco químico não é amplamente aceita.

## História
Uma forma de hormese famosa na antiguidade era o mitridatismo, a prática pela qual Mitrídates VI do Ponto supostamente se tornava imune a uma variedade de toxinas pela exposição regular a pequenas doses. Mitridate e Teriaga, eletricistas polifarmacêuticos que alegam descender de sua fórmula e inicialmente incluindo carne de animais venenosos, foram consumidos durante séculos por imperadores, reis e rainhas como proteção contra veneno e problemas de saúde. No Renascimento, o médico suíço Paracelso disse: "Todas as coisas são veneno, e nada é sem veneno; a dosagem por si só faz com que uma coisa não seja um veneno".
O farmacologista alemão Hugo Schulz descreveu pela primeira vez tal fenômeno em 1888, seguindo suas próprias observações de que o crescimento da levedura poderia ser estimulado por pequenas doses de venenos. Isso foi associado ao trabalho do médico alemão Rudolph Arndt, que estudou animais que receberam baixas doses de drogas, dando origem à regra Arndt-Schulz. A defesa da homeopatia de Arndt contribuiu para a diminuição da credibilidade da regra nas décadas de 1920 e 1930. O termo "hormesis" foi cunhado e usado pela primeira vez em um artigo científico de Chester M. Southam e J. Ehrlich em 1943 na revista Phytopathology, volume 33, pp. 517–541.
Recentemente, Edward Calabrese reviveu o conceito de hormese. Mais de 600 substâncias mostram uma relação dose-resposta em forma de U; Calabrese e seu coautor, Baldwin, escreveram: "Um por cento (195 de 20.285) dos artigos publicados continham 668 relações dose-resposta que atendiam aos critérios de entrada [de uma resposta em forma de U indicativa de hormese]" 

## Exemplos
O monóxido de carbono é produzido em pequenas quantidades nos reinos filogenéticos, onde tem papéis essenciais como neurotransmissor (subcategorizado como gasotransmissor). A maior parte do monóxido de carbono endógeno é produzida pela heme oxigenase; a perda de heme oxigenase e subsequente perda de sinalização de monóxido de carbono tem implicações catastróficas para um organismo. Além das funções fisiológicas, pequenas quantidades de monóxido de carbono podem ser inaladas ou administradas na forma de moléculas liberadoras de monóxido de carbono como agente terapêutico.

### Oxigênio
Muitos organismos mantêm uma relação de hormese com o oxigênio, que segue uma curva hormética semelhante ao monóxido de carbono:
- Zona de deficiência: hipóxia/asfixia
- Zona hormética/região de homeostase
- Zona de toxicidade: estresse oxidativo

#### Exercício físico
A intensidade do exercício físico apresenta uma curva hormética em relação aos níveis de estresse oxidativo.
Indivíduos com baixos níveis de atividade física estão em risco de altos níveis de estresse oxidativo e doenças, assim como indivíduos engajados em programas de exercícios altamente intensivos; no entanto, indivíduos engajados em exercícios regulares e moderadamente intensivos apresentam níveis mais baixos de estresse oxidativo.

## Usos

### Efeitos no envelhecimento
Uma das áreas onde o conceito da hormese tem sido amplamente explorado no que diz respeito à sua aplicabilidade é o envelhecimento.
Uma vez que a capacidade básica de sobrevivência de qualquer sistema biológico depende de sua capacidade homeostática, os biogerontologistas propuseram que a exposição de células e organismos ao estresse leve deveria resultar na resposta adaptativa ou hormética com vários benefícios biológicos. Essa ideia reuniu um grande corpo de evidências em apoio mostrando que a exposição repetitiva ao estresse leve tem efeitos antienvelhecimento. O exercício é um paradigma para a hormese neste respeito. Alguns dos estresses leves usados para tais estudos sobre a aplicação da hormese em intervenções no envelhecimento são choque térmico, irradiação, pró-oxidantes, hipergravidade e restrição alimentar.
Algumas outras moléculas naturais e sintéticas, como celastrols de ervas medicinais e curcumina do açafrão também demonstraram ter efeitos benéficos horméticos. Tais compostos que provocam os seus efeitos benéficos para a saúde estimulando ou modulando as vias de resposta ao stress nas células foram denominados "hormetinas".

## Controvérsia
A Hormese sugere que substâncias perigosas podem ter benefícios. Existem preocupações de que o conceito tenha sido aproveitado por lobistas para enfraquecer as regulamentações ambientais de algumas substâncias tóxicas bem conhecidas nos EUA.

### Consequências legais
A Hormese permanece em grande parte desconhecida pelo público. Qualquer mudança de política deve considerar a hormese primeiro como uma questão de saúde pública (em vez de uma questão regulatória industrial). Isso incluiria a avaliação da preocupação pública em relação à exposição a pequenas doses tóxicas. Além disso, o impacto da mudança da política de hormese na gestão dos riscos industriais deve ser estudado.